# Oignon
Pour les articles ayant des titres homophones, voir Ognon (Oise) et Onnion.
Allium cepa · Ognon
Pour les articles homonymes, voir Oignon (homonymie).
Espèce
Classification APG III (2009)
L'oignon (prononcé /ɔ.ɲɔ̃/) ou ognon (Allium cepa) est une espèce de plantes à fleurs herbacées bisannuelles de la famille des Amaryllidaceae (classification APG III de 2009) ou Liliacées (classification ancienne). Il est largement et depuis longtemps cultivé comme plante potagère pour ses bulbes de saveur et d'odeur fortes ou pour ses feuilles.
Le terme désigne aussi le bulbe de cette plante, consommé comme légume ou comme condiment. Par extension, il désigne parfois familièrement en jardinage les bulbes d'autres plantes, généralement non comestibles et seulement ornementales, de la même famille (par exemple : oignon de tulipe).
Le bulbe de l'oignon se compose de bases épaissies de feuilles s'enveloppant les unes dans les autres.
L'échalote (Allium cepa var. aggregatum) est une variété de l'oignon, elle présente un nombre de points végétatifs par bulbe plus important. La saveur de l'échalote est plus marquée que celle de l’oignon.

## Botanique

### Description

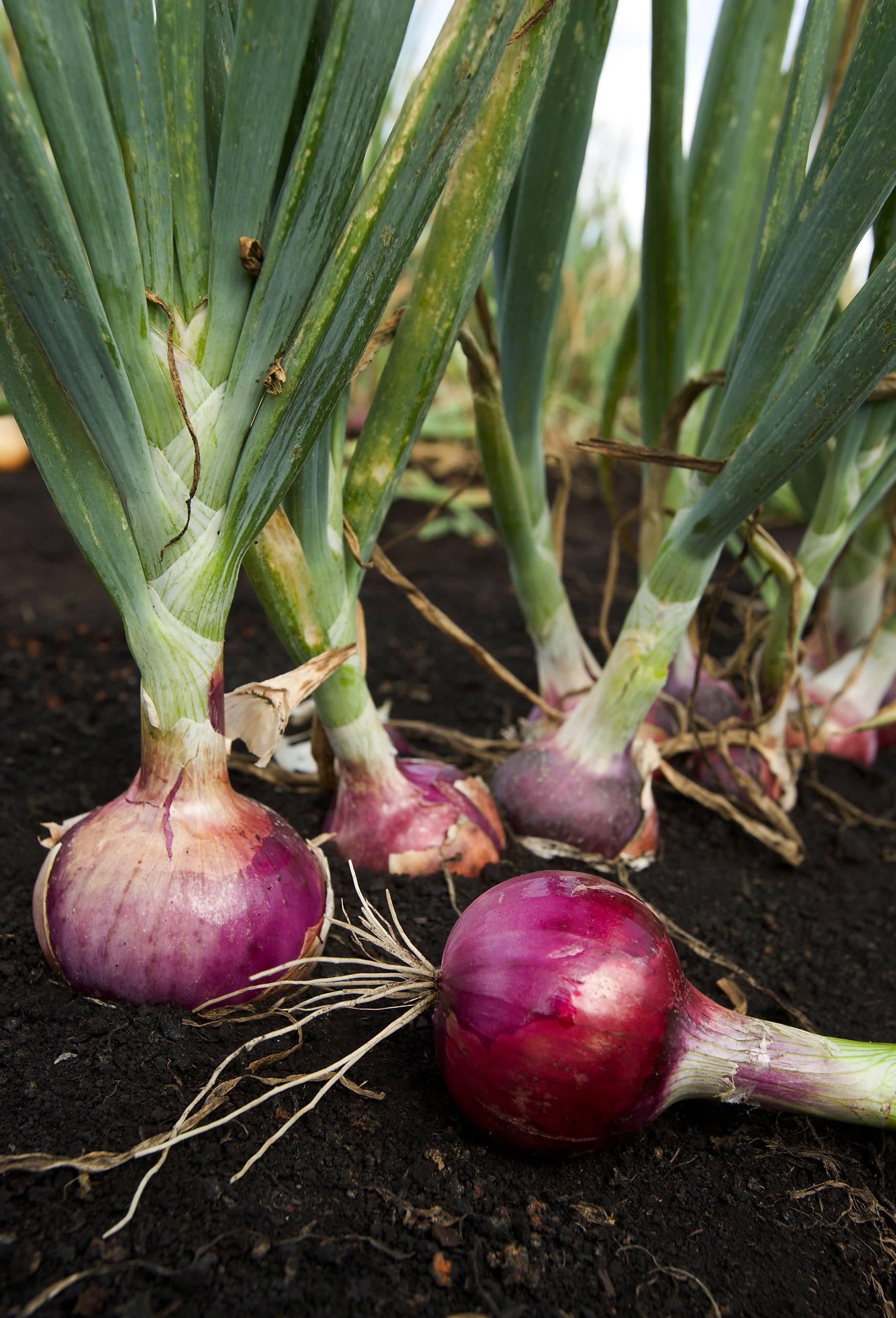
Racines, feuilles et bulbe en développement.

L'oignon est une plante herbacée, vivace par son bulbe unique, cultivée comme une annuelle ou bisannuelle (floraison la deuxième année). C'est une plante haute de 60  à   100 cm, dont les feuilles de couleur verte sont cylindriques, creuses (ce qui distingue cette espèce du poireau et de l'ail, autres espèces cultivées appartenant aussi au genre Allium). La tige florale dressée est également creuse bien que sa paroi soit plus épaisse. Elle présente un renflement vers sa base.
Le bulbe est relativement gros, ovale, globuleux ou aplati, à tuniques extérieures membraneuses et de couleur blanche, jaune, rosée, rouge ou violacée.
Les fleurs petites (de quatre à cinq mm de large), de couleur blanche ou verte, sont regroupées en une ombelle sphérique, en position terminale sur la tige. Les fleurs ont une symétrie trimère, à trois sépales, trois pétales et six étamines. L'ovaire unique est divisé en trois loges. Le fruit est une capsule s'ouvrant par trois valves, libérant chacune généralement deux graines. On peut compter environ 600 fleurs par ombelle.
Chez certaines variétés, il arrive que des bulbilles se développent à la place des fleurs.
Les graines sont noires, anguleuses. Il y a environ 250 graines par gramme. La durée du maintien d'une bonne faculté germinative est relativement faible (deux à trois ans).

### Variétés

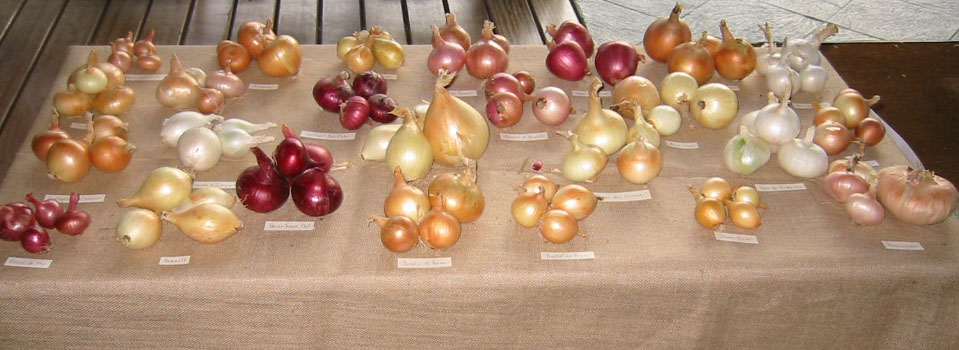
Exposition de différentes variétés d'oignons.

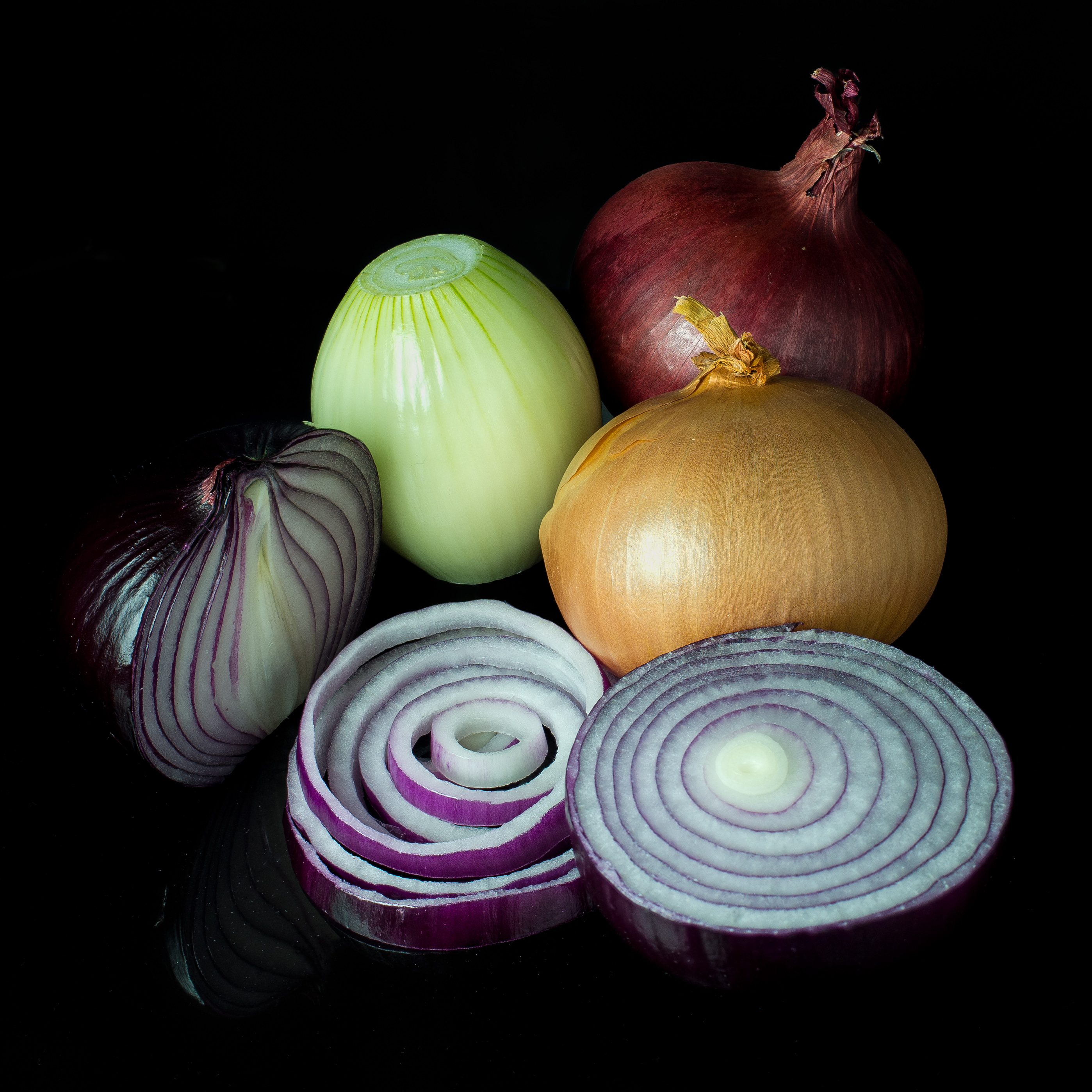
Différentes variétés d'oignons.

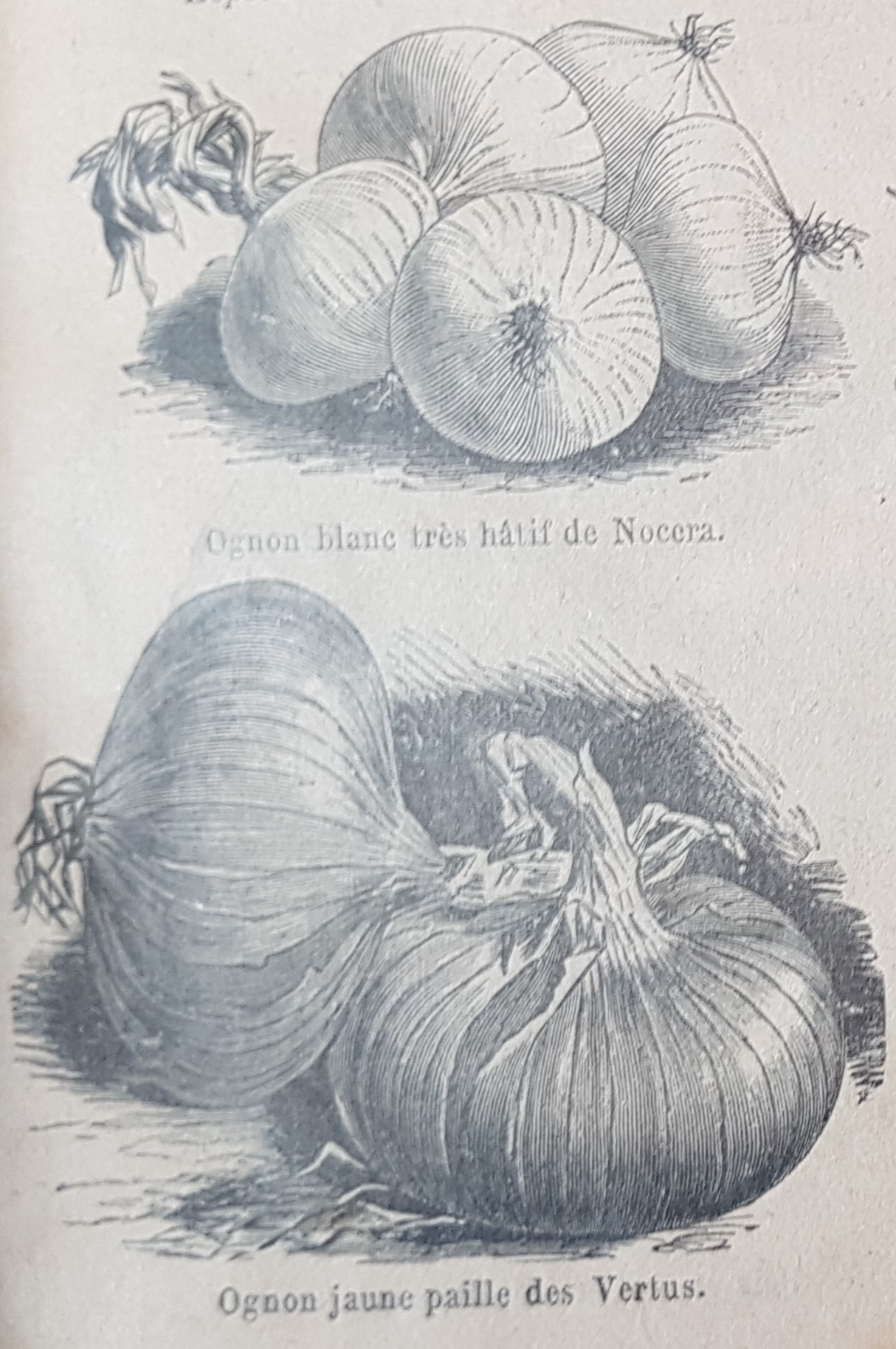
Variétés du catalogue Vilmorin (1900).

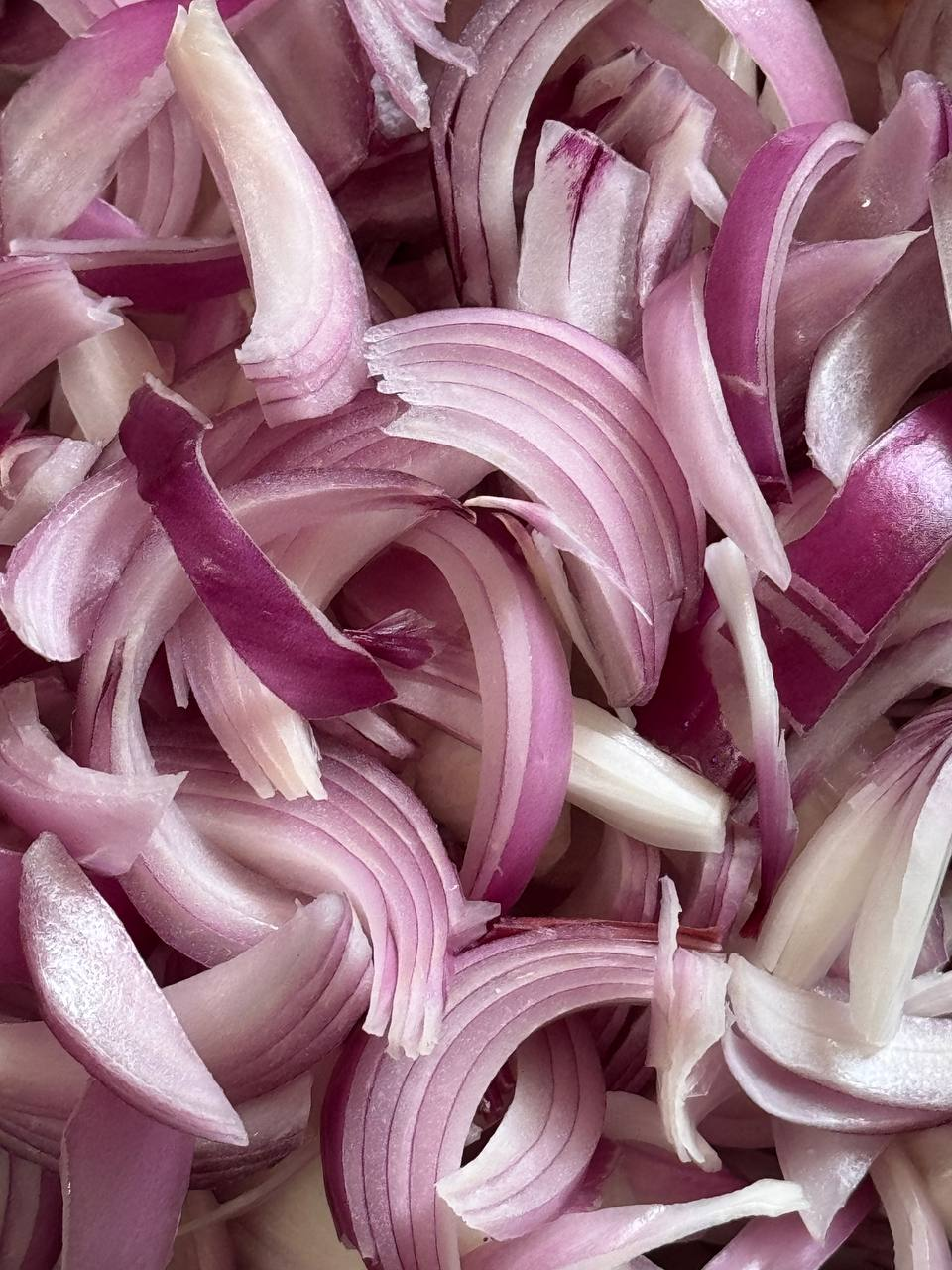
Oignons tranchés.

Plus de 1 000 variétés d'oignons (ou échalions) sont inscrites au Catalogue européen des espèces et variétés. Parmi celles-ci, près de 50 variétés sont inscrites au Catalogue officiel français dont trois sur la liste SVI (Sans Valeur Intrinsèque, auparavant liste des anciennes variétés pour amateurs) et une sur la liste des variétés de conservation « oignon rouge d'Abbeville ».
Les nombreuses variétés d'oignons sont généralement classées, du moins en France, selon la couleur du bulbe (liste non exhaustive) :
| - oignons blancs : - de Barletta - de Malakoff - de Paris - de Rebouillon - de Vaugirard - Fissa - Gros (Blanc de Lisbonne) - Premier - Printanier parisien - Prompto - Très hâtif de la Reine, | - oignons jaunes (ou « paille ») : - Athos - Burgos - Cénol - de Mulhouse. - de Lézignan - Hourcadère - Jaunes des Cévennes, - Paille des Vertus (autrefois, spécialité horticole de la plaine des Vertus à Aubervilliers) - Patate (SVI) - Sturon - Toli | - oignons roses : - Jack - Keravel - Rouge de Toulouge (SVI) - Ruz Tan | - oignons rouges : - Bronzé d'Amposta - de Brunswick (en forme de figue) - de Simiane ou de Florence (au bulbe rouge foncé, très gros et allongé) - de Catawissa (SVI) - Cuisse de poulet (échalion, à ne pas confondre avec l'échalote). - Figaro (échalion) - Furio - Fuséor - Véronique |

### Appellations protégées
En France, l'oignon doux des Cévennes a obtenu le label AOC en 2003. L'oignon de Roscoff a reçu ce label le 22 octobre 2009 (logo rose avec le sigle blanc de l'Institut national de l'origine et de la qualité dessous). Les marchands d'oignons rosés de Roscoff qui traversaient chaque année la Manche pour les vendre dans le Sud de la Grande-Bretagne étaient appelés les « Johnnies ».
En Espagne, la Cebolla Fuentes de Ebro (es) (oignon des sources de l'Èbre) a fait l'objet d'une demande de classement AOP en 2009, accordée fin 2010. L'appellation couvre environ 150 ha sur six municipalités, comprenant les Fuentes de Ebro, situées dans la province de Saragosse (Aragon).
En Italie, le cipollotto nocerino (it) (petit oignon de l'Agro nocerino-sarnese (it) en Campanie) est classé AOP depuis 2008 et la Cipolla Rossa di Tropea Calabria (oignon rouge de Tropea - Calabre) est classée IGP également depuis 2008.

## Histoire
L'oignon provient sans doute d'une espèce sauvage d'Asie centrale,. Sa domestication remonte à plusieurs milliers d'années ; elle aurait eu lieu dans la région du Baloutchistan, ou de façon plus large de la Palestine à l'Inde.
L'oignon est connu dès l'Antiquité. En Mésopotamie, il figure dans les plus anciennes recettes de cuisine qui soient parvenues à l'époque contemporaine. En Égypte, la culture des oignons est représentée sur des décorations de tombes dès la Ve dynastie. L'oignon est une offrande religieuse que l'on place sur les autels et auprès des morts. Par sa croissance et sa reproduction à la verticale, il symbolise la résurrection solaire. L'oignon est utilisé pour ses propriétés désodorisantes : placé dans la bouche du défunt, il la purifie et « illumine » son visage. L'oignon est associé aux serpents et aux hirondelles. L'oignon est un « anti-serpent » qui les maintient en hibernation tant qu'il reste sous la terre. Le départ des hirondelles indique le moment de semer des oignons, et leur retour le moment de les récolter.

L'oignon était apprécié des Grecs, des Gaulois et des Romains et n'a jamais cessé d'être utilisé. Il fait partie des plantes dont la culture est recommandée dans les domaines royaux par Charlemagne dans le capitulaire De Villis (fin du VIIIe siècle ou début du IXe siècle). Le voyageur, chroniqueur et géographe arabe Ibn Hawqal, ayant visité la Sicile au milieu du Xe siècle, s'étonna de voir la consommation quotidienne immodérée d'oignons crus par les Siciliens, et il écrivit à leur sujet : 
« […] l'abus qu'ils font de l'oignon et le mauvais goût dérivant de leur habitude de manger excessivement de cet oignon tout cru ; car entre eux il n'y a personne, à quelque classe qu'il appartienne, qui n'en mange tous les jours dans sa maison matin et soir. Voilà ce qui a corrompu leurs intelligences, altéré leurs cerveaux, abruti leurs sens, changé leurs facultés, rétréci leurs esprits, gâté le teint de leurs visages et changé tout à fait leur tempérament, au point qu'ils voient tout, ou du moins la plupart des choses, autrement qu'elles ne sont en réalité. »
La pelure d'oignon était utilisée jadis en musique pour la confection du mirliton, d'où l'un de ses noms : « flûte à l'oignon » (nom utilisé encore aujourd'hui en anglais : onion flute).

## Culture
La culture de l'oignon peut être réalisée sous différents climats, notamment tropicaux et tempérés, mais les rendements sont plus élevés dans les régions où l'on observe une alternance des saisons. La germination a alors lieu pendant la saison fraîche et la maturation pendant la saison plus chaude.
L'oignon est une plante assez facile à cultiver en climat doux et peu humide.
Il préfère les sols légers, sableux, peu argileux et demande une exposition bien ensoleillée. Il convient de respecter un délai de 3  à   5 ans avant d'installer des oignons sur une parcelle où une plante de la même famille (ail, échalote, poireau) a été cultivée les années précédentes. Il craint l'humidité qui provoque l'asphyxie des racines et le pourrissement du bulbe. Il ne faut donc pas l'arroser, sauf au moment de la formation des bulbes et en cas de forte sécheresse. Il demande peu de fumure, éviter d'apporter une fumure organique à l'installation.
Les oignons peuvent être semés ou plantés, sous forme de bulbilles pour les oignons jaunes et sous forme de plants racinés pour les oignons blancs et rouges. Les plants d'oignons sont mis en terre soit au printemps pour une récolte l'été suivant, soit à l'automne pour une récolte au printemps de l'année suivante. Les distances recommandées au Niger sont de 50 cm entre les rangs et de 20 cm entre les bulbes sur le rang.
La récolte se fait, selon les variétés et les dates de semis ou de plantation, quand les oignons sont mûrs et que leur feuillage est desséché. Afin de bien les conserver, il faut les faire sécher assez rapidement. Les oignons plus colorés peuvent être conservés longtemps en caisse dans un endroit sec et aéré.
Les jeunes oignons peuvent aussi être récoltés précocement pour être consommés rapidement sous la forme des "petits oignons" de l'expression proverbiale.

### Maladies et ravageurs

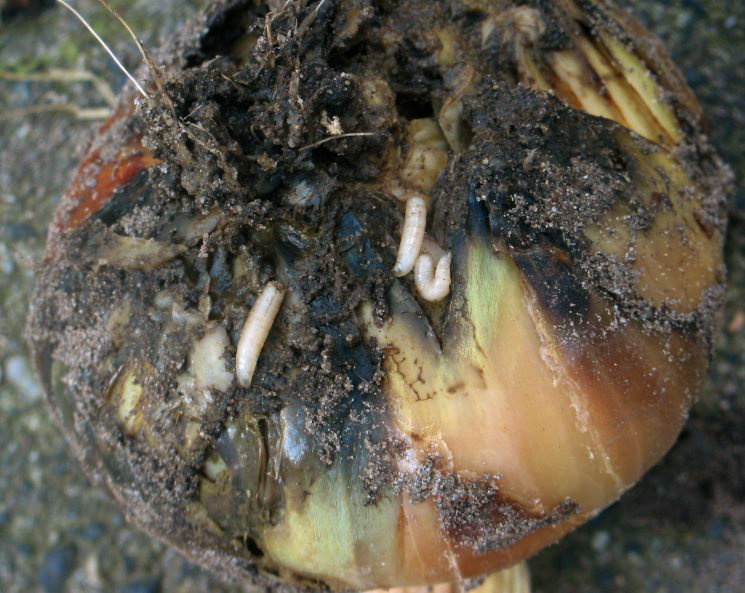
Un oignon infesté par des larves de la mouche de l'oignon.

#### Principales maladies
- Maladies des semis
  - Fonte des semis, causée par plusieurs champignons du sol (Pythium, Fusarium)
  - Charbon (Urocystis cepulae)
- Maladies des feuilles
  - Mildiou de l'oignon (Peronospora destructor)
  - Brûlure de la feuille de l'oignon (Botrytis)
- Maladies des bulbes
  - Pourriture blanche (Sclérotiniose)

#### Principaux ravageurs
- Maladie vermiculaire de l'oignon ou anguillule des tiges (Ditylenchus dipsaci)
- Mouche de l'oignon (Delia antiqua)

## Composition
| Composé                           | mg/kg de poids sec (moyenne des 5 CV) | Écart moyen | Proportion % du total |
| --------------------------------- | ------------------------------------- | ----------- | --------------------- |
| Aldéhydes                         |                                       |             |                       |
| Propanal                          | 54,2                                  | 38,6        | 2,1                   |
| 2-Methyl-2-pentenal (de)          | 39,4                                  | 18,1        | 1,5                   |
| Furfural                          | 104                                   | 37,3        | 4                     |
| 5-méthylfurfural                  | 62,4                                  | 30,2        | 2,4                   |
| Sous-total                        | 260                                   |             | 18,5                  |
| Composés sulfurés                 |                                       |             |                       |
| Propanethiol (en)                 | 73                                    | 38,3        | 5,2                   |
| Propylene sulfide                 | 39                                    | 13,6        | 2,8                   |
| Sulfure de diméthyle              | 27,8                                  | 13          | 2                     |
| Methyl propyl disulfide           | 27,3                                  | 22,8        | 1,9                   |
| cis-Methyl-1-propenyl disulfide   | 37,1                                  | 31,9        | 2,6                   |
| 5-Methyl-1,3-thiazole             | 19,8                                  | 1,4         | 1,4                   |
| trans-Methyl-1-propenyl disulfide | 123,6                                 | 72,         | 8,8                   |
| 3,4-Dimethyl thiophene            | 117,5                                 | 51,4        | 8,4                   |
| Methyl-2-propenyl disulfide       | 27,8                                  | 30          | 2                     |
| Dipropyl disulfide                | 40,5                                  | 10          | 2,9                   |
| 1,2,4-Trithiolane (de)            | 68,1                                  | 56,5        | 4,8                   |
| trans-Propenyl propyl disulfide   | 55,9                                  | 25,9        | 4                     |
| cis-Propenyl propyl disulfide     | 55,8                                  | 37,9        | 4                     |
| Methyl propyl trisulfide          | 193,5                                 | 120,9       | 13,8                  |
| Dipropyl trisulfide               | 73,2                                  | 43,4        | 5,2                   |
| Sous-total                        | 979,9                                 |             | 69,7                  |
| Cétones                           |                                       |             |                       |
| 1,2-Cyclopentanedione (en)        | 45,2                                  | 26,1        | 3,2                   |
| Butyrolactone (en)                | 57,3                                  | 6,5         | 4,1                   |
| Sous-total                        | 102,5                                 |             | 7,3                   |
| Autres                            |                                       |             |                       |
| Alcool furfurylique               | 63,8                                  | 37,6        | 4,5                   |
| Total                             | 1406,2                                |             | 100                   |

La couleur de l'oignon rouge est due à des pigments tels que la cyanidine et l'anthocyane ; alors que la quercétine, un flavonoïde, donne la couleur des écailles d'oignon séchées. Les écailles externes sont généralement les plus riches en flavonoïdes et pourraient agir comme moyen de défense contre les prédateurs. En Allemagne, les pelures d'oignons étaient utilisées en famille pour colorer les œufs de Pâques.
Des composés phénoliques, tels que le pyrocatéchol  et l'acide protocatéchique, se trouvent en plus grande quantité dans l'oignon coloré que dans l'oignon blanc. Ils ont un rôle antioxydant donnant une meilleure résistance aux maladies de l'oignon.
Le composant non structurel le plus important de l'oignon est le fructane qui joue un rôle de réserve glucidique et d'osmorégulation lors de la croissance du bulbe.
L'oignon contient aussi des pectines utilisées pour la préparation de gelée culinaire et autres produits alimentaires analogues. En médecine vétérinaire, elles sont utilisées comme antidiarrhéique. Plusieurs stérols se trouvent dans l'oignon, le plus courant est le Β-Sitostérol.

## Utilisation
L'oignon est à la fois un légume et un condiment. Il peut se consommer cru ou cuit, ou également confit au vinaigre. Ses feuilles (jeunes), aromatiques, sont parfois utilisées.

### Larmoiement

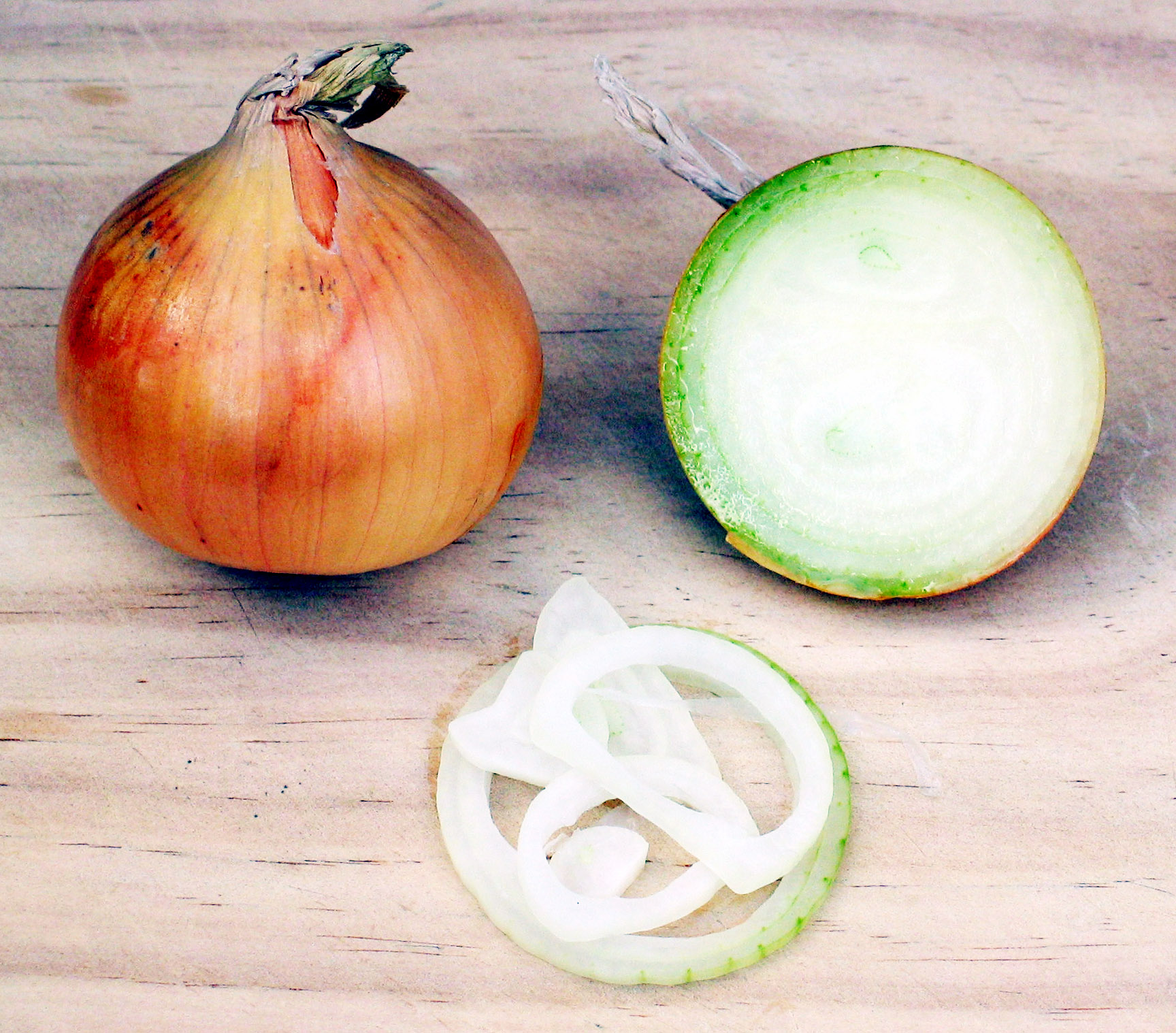
Bulbes d'oignons.

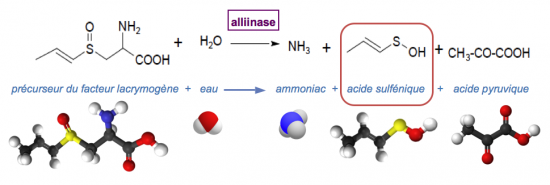

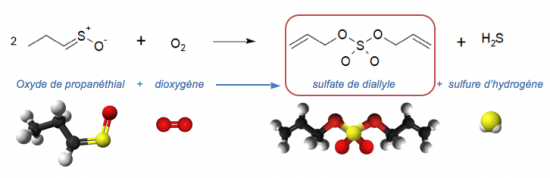

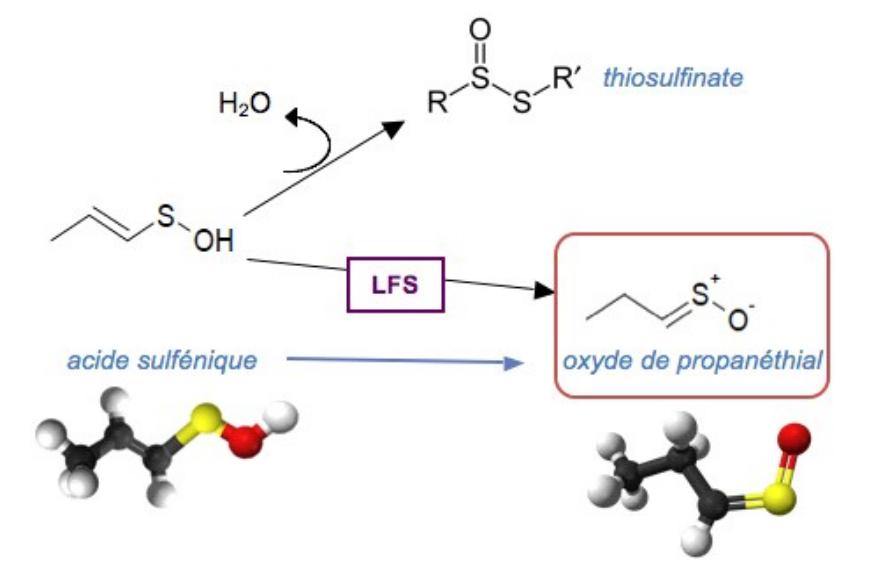

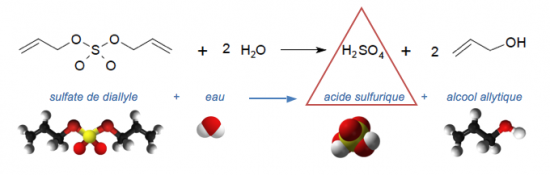

Couper des oignons (ou bulbes ou feuilles de plantes proches de la même famille) provoque un larmoiement important, à cause de molécules volatiles, très irritantes pour les yeux.
L'oignon contient un précurseur, le 1-propényl-L-cystéine-sulfoxyde, qui est accumulé dans le cytoplasme des cellules de l'oignon. Lorsqu'on coupe le bulbe, les parois cellulaires sont brisées et le précurseur rencontre une enzyme : l'alliinase, contenue dans la vacuole de la cellule. Cette enzyme va catalyser l'hydrolyse du précurseur et il se forme plusieurs produits, dont la molécule d'acide 1-propénylsulphénique. Celle-ci se condense spontanément pour former du thiosulfinate, molécule responsable du goût et de l'odeur de l'oignon.
Mais l'oignon contient une autre enzyme, que l'on appelle Lacrymal Factor synthase, qui va transformer l'acide 1-propénylsulphénique en molécule de propanethial-S-oxyde, molécule volatile responsable de l'irritation de l'œil. La dispersion de molécules volatiles se fait lors de la coupe des cellules de l'oignon.
La saveur de l'oignon résulte essentiellement de l'alliinase qu'il contient, alors que l'effet lacrymogène est dû à l'enzyme LFsynthase. Cela signifie qu'une variété ne faisant pas pleurer peut conserver son goût.
Pour diminuer, voire éviter, le larmoiement, il existe différentes astuces : utiliser des couteaux bien aiguisés, éplucher l'oignon dans un récipient rempli d'eau, utiliser une hotte aspirante, protéger les yeux par des lunettes, comme des lunettes de natation. Refroidir ou réchauffer l'oignon permet de ralentir la réaction produisant l'agent lacrymogène, car cette réaction est optimale à température ambiante.

### Cuisine

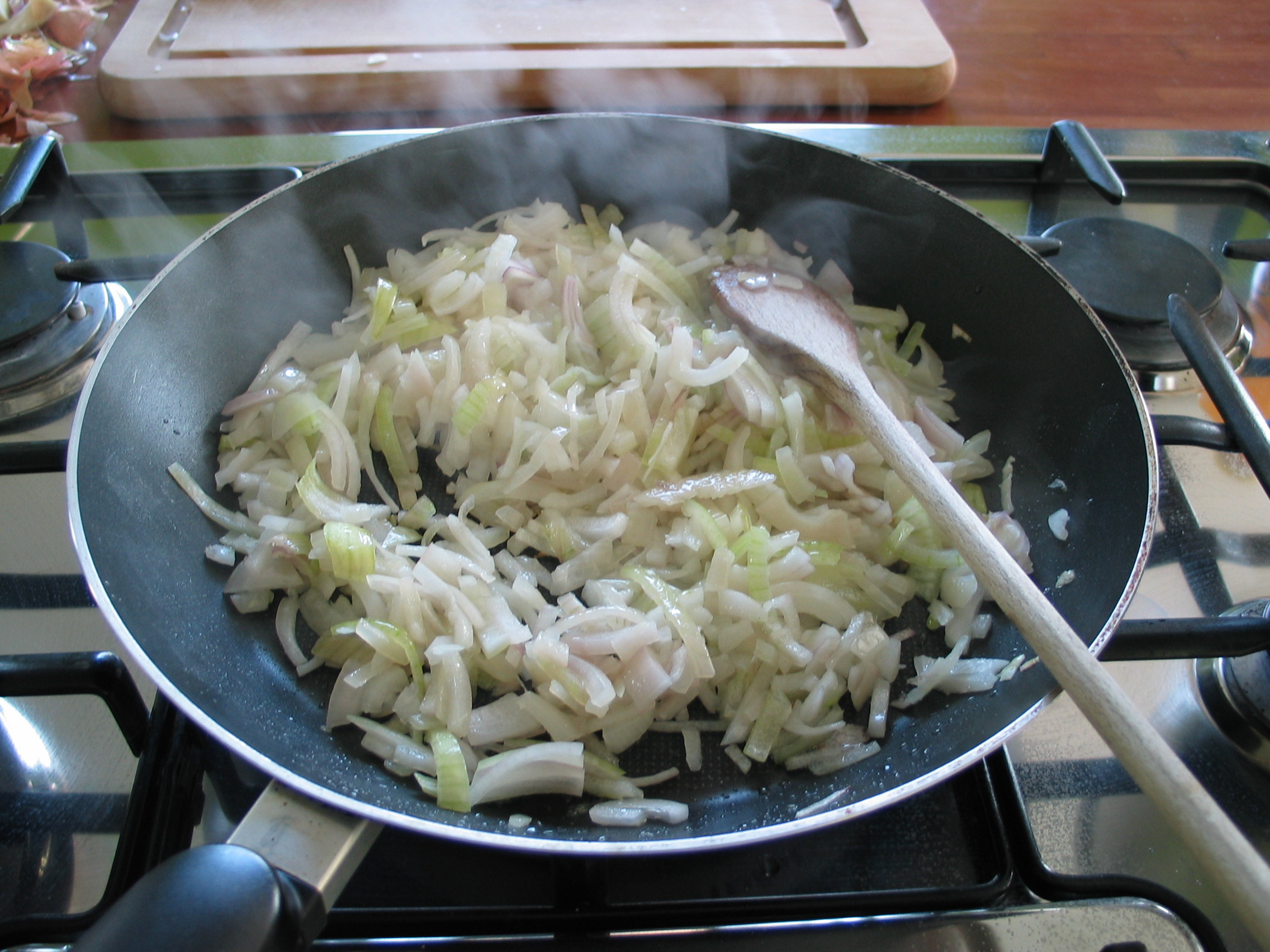
Oignons cuisinés à l'huile dans une poêle.

Plus l'oignon est haché finement, plus il cuit rapidement ; il change alors de saveur.
L'oignon rouge est d'un goût plus léger avec sa saveur légèrement plus sucrée que celle de l'oignon jaune. Il est recommandé cru dans les salades et crudités (le cuire le rend plus fade), mais on peut aussi en glisser quelques rondelles dans un burger ou sur une pizza.

### Conservation
Pour une conservation de longue durée, l'oignon doit être placé dans un endroit sec, à l'abri de la lumière. On peut conserver les récoltes d'oignons dans un entrepôt climatisé, et ayant surtout un taux d'hygrométrie stable, de 75 pour cent. Dans le réfrigérateur, il ne faudrait pas envisager une conservation dépassant une semaine.

### Quelques recettes classiques
- Confit d'oignons (chutney)
- Confiture d'oignons
- Omelette à l'oignon
- Sauce à l'oignon
- Sauce Soubise
- Soupe à l'oignon
- Tarte à l'oignon ou Zwiebelkuchen
- Pissaladière
- Foie de veau à la vénitienne
- Tarte flambée : galette au four garnie de crème et de rondelles d'oignon
- Oignon frit à l'huile

## Économie

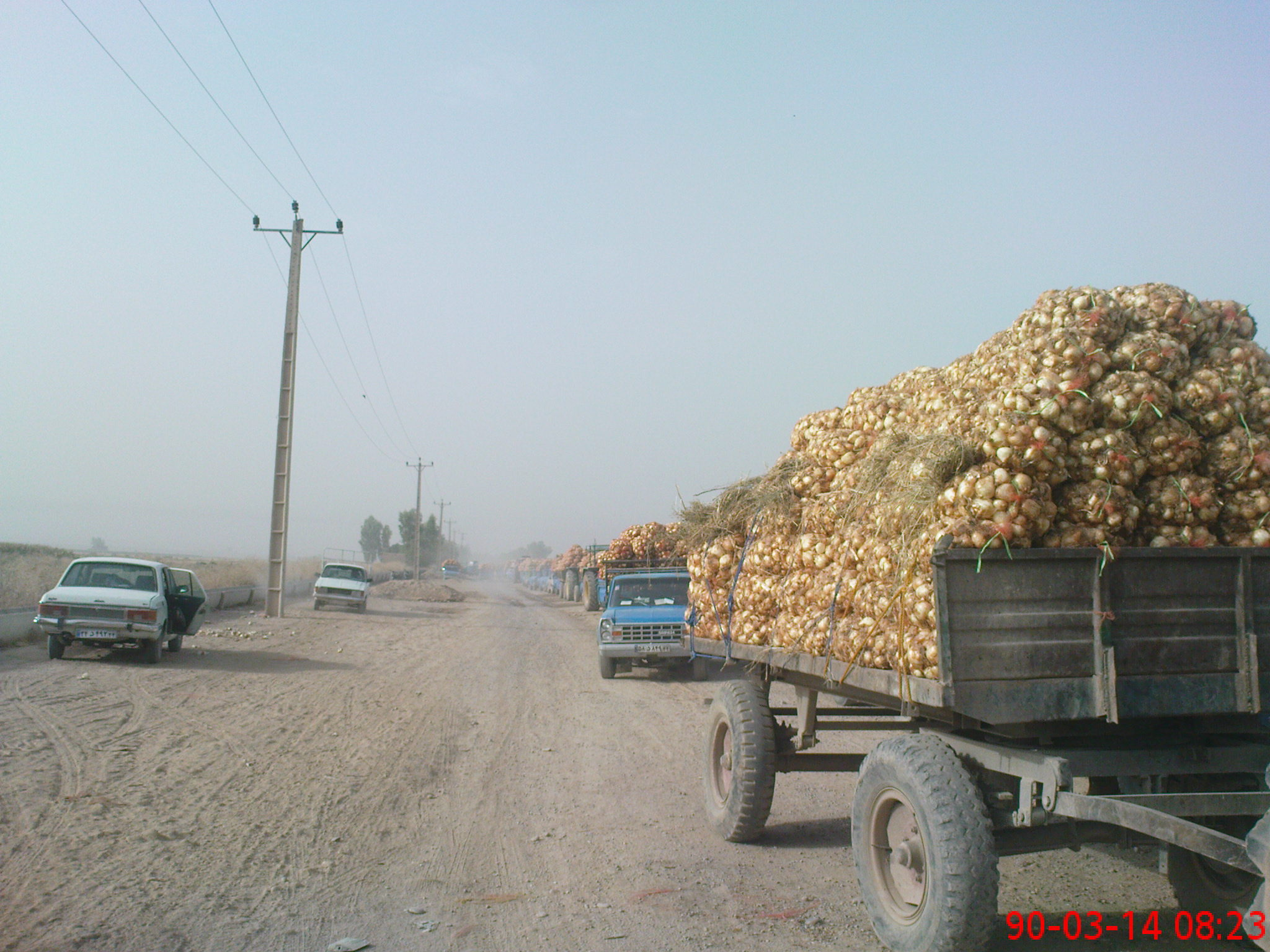
Transport d'oignons à Dezfoul en Iran.

| Les principaux pays producteur en 2019 en tonnes Source FAO | Les principaux pays producteur en 2019 en tonnes Source FAO | Les principaux pays producteur en 2019 en tonnes Source FAO | Les principaux pays producteur en 2019 en tonnes Source FAO |
| Pays                                                        | Oignons secs                                                | Oignons frais, Échalotes                                    | Total                                                       |
| ----------------------------------------------------------- | ----------------------------------------------------------- | ----------------------------------------------------------- | ----------------------------------------------------------- |
| Monde                                                       | 99 968 016                                                  | 4 491 246                                                   | 104 459 262                                                 |
| Chine                                                       | 24 966 366                                                  | 1 107 250                                                   | 26 073 616                                                  |
| Inde                                                        | 22 819 000                                                  | -                                                           | 22 819 000                                                  |
| États-Unis                                                  | 3 170 270                                                   | -                                                           | 3 170 270                                                   |
| Égypte                                                      | 3 081 047                                                   | -                                                           | 3 081 047                                                   |
| Turquie                                                     | 2 200 000                                                   | 142 257                                                     | 2 342 257                                                   |
| Pakistan                                                    | 2 079 593                                                   | -                                                           | 2 079 593                                                   |
| Corée du Sud                                                | 1 594 450                                                   | 458 949                                                     | 2 053 399                                                   |
| Japon                                                       | 1 319 000                                                   | 526 718                                                     | 1 845 718                                                   |
| Bangladesh                                                  | 1 802 868                                                   | -                                                           | 1 802 868                                                   |
| Iran                                                        | 1 779 457                                                   | -                                                           | 1 779 457                                                   |
| Russie                                                      | 1 670 129                                                   | -                                                           | 1 670 129                                                   |
| Algérie                                                     | 1 613 729                                                   | 371                                                         | 1 614 100                                                   |
| Brésil                                                      | 1 556 885                                                   | -                                                           | 1 556 885                                                   |
| Mexique                                                     | 1 487 102                                                   | 85 189                                                      | 1 572 231                                                   |
| Espagne                                                     | 1 458 920                                                   | -                                                           | 1 458 920                                                   |

### Production en France
En 2017 la production française est de 452 182 tonnes. Les oignons jaunes constituent la plus grande partie de la production. La surface cultivée est de 12 274 hectares, soit un rendement de 36,8 tonnes à l'hectare. Les principaux départements producteurs sont l'Eure-et-Loir, l'Aisne, l'Aube, le Nord et la Somme. Le commerce extérieur français est déficitaire : en 2017, 79 979 tonnes sont exportées tandis que 136 592 tonnes sont importées.

## Propriétés médicinales
Selon une étude ethnobotanique et du patois local, faite par Françoise et Grégoire Nicollier à Bagnes (France) et publiée en 1984, l'oignon (Allium cepa) était utilisé (jus sur la peau) pour traiter la piqûre d'abeille, mélangé à du sucre, il soulageait la toux, et mélangé à de l'huile chaude, il traitait les maux d'oreille.
Plus facile à conserver que de nombreux fruits riches en vitamine C, l'oignon était autrefois utilisé par les marins pour combattre le scorbut. Les autres vitamines retrouvées dans l'oignon sont les vitamines B1, B2, B3 (ou vitamine PP) et B5, la vitamine A, et la vitamine E.
L'oignon a un effet de diminution des taux de cholestérol et de glycémie (réduction de l'hyperglycémie). Les principes actifs responsables seraient le disulfure d'allyle propyle et le diphénylamine,.
Il peut avoir un faible rôle antibiotique et antifongique par les constituants volatils du jus de bulbe.

## Toxicité
Lorsqu'il est consommé en grande quantité, l'oignon peut être irritant pour la muqueuse gastrique à cause de ses principes actifs soufrés. Les personnes sensibles peuvent présenter des brûlures d'estomac ou un inconfort digestif, notamment chez les personnes avec iléostomie et chez l'enfant trisomique 21.
Par ailleurs, les oignons et leurs déchets sont parfois utilisés en alimentation animale. Dans les régions de grande production d'oignons (par exemple, la Californie), les bulbes de rebut et les déchets, comme les peaux, voire les bulbes invendus, peuvent représenter jusqu'à 20 % du volume récolté et sont alors donnés en quantités importantes aux animaux d'élevage.
Or l'ingestion d'oignons moisis, en germination, ou en trop grande quantité même si l'oignon est sain, peut provoquer une toxicose par hémolyse, parfois mortelle, du bétail et des animaux domestiques : chez les bovins et les chevaux, dans une moindre mesure chez les ovins et caprins, également les oies, et les chiens et les chats lorsqu'ils reçoivent des rations contenant trop d'oignon. Les premiers signalements de cette cause de décès datent de 1909. Les symptômes sont notamment une démarche lente et chancelante, une perte d'appétit, un ralentissement de la rumination, un ictère de la conjonctive. Les animaux intoxiqués présentent une anémie hémolytique avec une baisse de l'hématocrite, une hémoglobinurie, et la formation de corps de Heinz dans les érythrocytes
La substance responsable serait le disulfure d'allyle et de propyle qui peut se former à partir des sulfoxydes de S-alkylcystéine présents dans le bulbe frais.

## Calendrier
Le 3e jour du mois de messidor du calendrier républicain / révolutionnaire français est officiellement dénommé jour de l'oignon, généralement chaque 21 juin du calendrier grégorien.